# معلومات مضللة

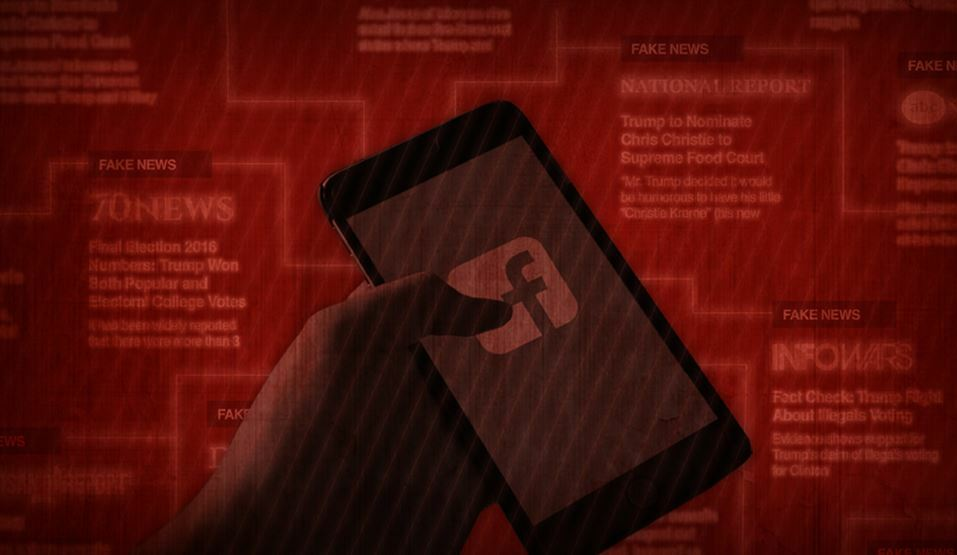

المعلومات المضللة (بالإنجليزية: Misinformation)‏ هي معلومات خاطئة أو غير دقيقة ينقلها شخص ما أو جهة ما بغض النظر عن أهدافه أو نيته في التضليل والخداع. من أهم الأمثلة عن المعلومات المضللة: الإشاعات الكاذبة والإهانات والمقالب وغيرها. يتمثل الهدف الرئيسي للمعلومات المضللة في إثارة الخوف والشك بين عموم الناس. يمكن أن تصبح الأخبار أو السخرية والتهكم من موضوع معين معلومات مضللة إذا حكم عليها الجاهل بأنها ذات مصداقية ونقلها حرفياً كما لو كانت صحيحة. ارتبط مصطلح المعلومات المضللة بتعبير «الأخبار المزيفة»، والتي يعرّفها بعض العلماء على أنها معلومات كاذبة تحاكي محتوى الإعلام الإخباري في شكلها العام، وليس في طريقة نشرها وأسلوب تنظيمها.

## تاريخ
يعد تاريخ المعلومات المضللة إلى جانب الأخبار المزيفة والدعاية، جزءًا من تاريخ الاتصال الجماهيري، ومن الأمثلة المبكرة التي استشهد بها روبرت دارنتون في مقال نُشر في عام 2017: الإهانات والتشهير المنتشر بين المنافسين السياسيين في عهد الإمبراطورية الرومانية وعصر النهضة في إيطاليا، وفي فرنسا في عصر ما قبل الثورة.
ساهم انتشار الطباعة الآلية على يد يوهان غوتنبرغ في أوروبا وأمريكا الشمالية في زيادة فرص نشر معلومات مضللة باللغة الإنجليزية، وفي عام 1835 نشرت صحيفة نيويورك صن أول خدعة إخبارية واسعة النطاق عُرفت باسم «خدعة القمر العظيم»، وكانت عبارة عن سلسلة من ستة مقالات تدعي أنها تصف الحياة على القمر مع رسوم توضيحية لمخلوقات بشرية صغيرة زرقاء. أدت وتيرة العمل السريعة أيضاً إلى نُسخ مليئة بالأخطاء ومن أشهرها عنوان صحيفة شيكاغو تريبيون عام 1948 «ديوي يهزم ترومان». أما في عصر المعلومات فقد أصبحت مواقع وسائل التواصل الاجتماعي ناقلاً بارزاً للمعلومات الخاطئة والأخبار الزائفة والدعايات. تنتشر المعلومات المضللة على وسائل التواصل الاجتماعي بسرعة مقارنة بوسائل الإعلام التقليدية بسبب نقص التنظيم وعدم وجود تدقيق للمعلومات قبل النشر. توفر هذه المواقع للمستخدمين قدرة على نشر المعلومات بسرعة إلى مستخدمين آخرين دون الحاجة للحصول على إذن من محرر أو مدقق يطلب تأكيداً لدقة المعلومات قبل السماح بنشرها. يتعرض الصحفيون اليوم لانتقادات بسبب مساعدتهم في نشر معلومات كاذبة على هذه المنصات الاجتماعية، ولكن من جهة أخرى أظهرت أبحاث عديدة أن الصحفيين يلعبون أيضاً دوراً في الحد من انتشار المعلومات المضللة على وسائل التواصل الاجتماعي من خلال فضح الشائعات الكاذبة والتنبيه على المعلومات المضللة.

## التحديد والتصحيح
تتميز المعلومات المضللة بأنها تكون صحيحة في البداية وتنقل على أساس أنها موثوقة ولكنها تعدل لاحقاً بحيث تؤثر على تفكير الناس بعد انتشارها. تختلف المعلومات المضللة عن مفاهيم أخرى مثل الشائعات لأن المعلومات الخاطئة هي معلومات غير دقيقة من البداية، ووفقاً لآنا مينتز محررة موقع ويب أوف ديسيبشن فإن أفضل طريقة لتحديد ما إذا كانت المعلومات واقعية أو مضللة هي استخدام الفطرة السليمة، وتنصح مينتز القارئ بالتحقق ما إذا كانت المعلومات منطقية وما إذا كان مؤسسو أو مراسلو المواقع التي تنشر المعلومات متحيزين أو لديهم أجندة وأهداف معينة. يبحث الصحفيون والباحثون المحترفون في المواقع الأخرى (خاصة المصادر الموثوقة أو التي تخضع للتحقق مثل القنوات الإخبارية للحصول على تلك المعلومات، إذ يمكن مراجعتها من قبل عدة أشخاص وإجراء بحث مكثف حولها، ما يوفر مزيداً من الدقة والموثوقية.
أشار الكاتب مارتن ليبيكي إلى أن خدعة التعامل مع المعلومات المضللة تتمثل بفكرة أن القراء يجب أن يكون لديهم القدرة على التفريق بين ما هو صحيح وماهو غير صحيح. لا يمكن للقراء أن يكونوا ساذجين لكن يجب أيضاً ألا يشعروا بجنون العظمة يعتقدوا أن جميع المعلومات غير صحيحة. هناك دائماً احتمال أن يعتقد حتى القراء الذين لديهم القدرة على تمييز الخطأ والصواب من أنهم سيتجاهلون المعلومات الواقعية باعتبارها غير صحيحة، كما إن معتقدات القراء أو آرائهم السابقة تؤثر أيضاً على كيفية تفسيرهم للمعلومات الجديدة، فعندما يعتقد القراء أن شيئاً ما صحيح قبل البحث عنه، فمن المرجح أن يصدقوا المعلومات التي تدعم هذه المعتقدات، وسيقودهم ذلك لعدم تقييم مصادر المعلومات والحقائق وتصديق المعلومات الخاطئة.
تشير العديد من الأبحاث إلى أن أهم العوامل التي تساعد في التعرف على المعلومات الخاطئة وتمييزها هي مقدار التعليم الذي يتمتع به الشخص ومحو الأمية المعلوماتية التي يمتلكها، هذا يعني أنه إذا كان لدى الشخص معرفة أكبر بالموضوع الذي يحقق فيه، أو كان على دراية بكيفية البحث عن المعلومات وتقديمها، فمن المرجح أن يتعرف على المعلومات الخاطئة ويكتشفها. تشير الأبحاث السابقة إلى أنه قد يكون من الصعب للغاية التراجع عن آثار المعلومات المضللة بمجرد أن يعتقد الأفراد أنها صحيحة ويمكن أن يؤدي التحقق من المعلومات إلى نتائج عكسية، وإن محاولة تصحيح الاعتقاد الخاطئ أمر صعب لأن المعلومات المضللة قد تناسب الأسباب التحفيزية أو المعرفية لشخص ما. تشمل الأسباب التحفيزية الرغبة في الوصول إلى نتيجة حتمية، وكذا نقبل المعلومات التي تدعم هذا الاستنتاج. قد تتمثل الأسباب المعرفية في حقيقة أن المعلومات المضللة توفر دعائماً لحدث أو ظاهرة، وبالتالي فهي جزء من النموذج العقلي الذي يجب مراعاته، وفي هذه الحالة من الضروري تصحيح المعلومات المضللة ليس فقط من خلال دحضها ولكن من خلال توفير معلومات دقيقة أيضاً تحل مكانها. أحد الحلول المقترحة التي من شأنها أن تركز على الوقاية الأولية من المعلومات المضللة هو استخدام آلية إجماع للتحقق من دقة المعلومات مع إزالة المحتوى الذي يُحدد على أنه خاطئ أو مضلل.

## الأسباب
اعتمد الناس على الصحفيين وغيرهم من المتخصصين في مجال المعلومات لنقل الحقائق والمعلومات الدقيقة، لكن العديد من العوامل المختلفة تسبب سوء الفهم ولكن العامل الأساسي هو محو الأمية المعلوماتية، إذ توزع المعلومات بوسائل مختلفة، ولهذا يصعب على المستخدمين طرح أسئلة حول مصداقيتها. تستخدم العديد من مصادر المعلومات المضللة على الإنترنت تقنيات لخداع المستخدمين للاعتقاد بأن مواقعهم موثوقة وأن المعلومات التي تنشر حقيقية، وغالباً ما تكون المعلومات المضللة ذات دوافع سياسية، وبالإضافة إلى نشر المعلومات المضللة لتحقيق مكاسب سياسية ونقدية، فقد تنشر أحياناً عن غير قصد. لقد سهل تطور الوسائط الرقمية مشاركة المعلومات، على الرغم من أنها قد تكون ليست دقيقة دائماً.

## وسائل التواصل الاجتماعي
توفر وسائل التواصل الاجتماعي المعاصرة تربة خصبة لنشر المعلومات المضللة، وقد تكون الدوافع الدقيقة وراء انتشار المعلومات المضللة عبر وسائل التواصل الاجتماعي غير معروفاً بسهولة. توصلت دراسة أُجريت في عام 2018 على موقع تويتر إلى أنه مقارنة بالمعلومات الدقيقة تنتشر المعلومات الخاطئة بشكل أسرع وأوسع نطاقاً، ومن الصعب مكافحة انتشارها لسببين: كثرة مصادر المعلومات، وسرعة الانتشار. إن وفرة مصادر المعلومات تجعل مهمة القارئ في تحري موثوقية المعلومات أكثر صعوبة، وعلى الرغم من أن مواقع التواصل الاجتماعي قد غيرت خوارزمياتها لمنع انتشار الأخبار المزيفة، إلا أن المشكلة لا تزال قائمة. بالإضافة ذلك أظهرت الأبحاث أنه في حين أن الناس قد يعرفون ما أثبته المجتمع العلمي كحقيقة إلا أنهم لا يزالون يرفضون قبوله والتسليم به.